# 神戶教育短期大学
神戶教育短期大學，舊稱夙川学院短期大学（日语：／ Shukugawa Gakuin Tankidaigaku *），简称夙短，是一所位于日本兵库县神户市中央区的私立短期大学。

## 概要

### 简介
- 学校最早可以追溯到1880年[2]。短期大学为于1962年开办、由学校法人夙川学院经营。是男女同校从2013年[2]。

### 历史
- 1965年 夙川学院短期大学成立并同时设置一个学科即家政科（改名为家政学科于1969年）[2]。
- 1966年 保育科成立（改编为儿童教育学科于1972年）[2]。
- 1967年 美术科成立（改名为美术・设计学科于2001年、以后招生到于2010年[3]。）[2]。
- 1968年 家政科分离为两个专攻、以下列举[2]。
  - 家政专攻（改名为生活科学专攻于1993年、改编为健康专攻[注 6]于2002年。再次改编为健康科学专攻于2005年、以后招生到于2006年、正式停办于2008年3月31日[3]）
  - 服装专攻[注 7]（改名为服饰设计专攻于1970年、改编为时装专攻于2002年、以后招生到于2010年[3]）
  - 食物营养专攻（以后招生到于2010年[3]）。
- 1969年 英文学科成立（改名为英语英文学科于1987年、改编为人类交流学科于2002年。以后招生到于2006年、正式停办于2008年9月30日[3]）[2]。

### 宪章
- 请参看夙川学院短期大学的标志（页面存档备份，存于） （日語） 2014年2月16日阅览。

## 学校环境
- 校区：在兵库县神户市中央区

## 历任校长
- 清田寿：第一代短期大学校长[4]。
- 松井道男：现在短期大学校长[5]

## 组织

### 学科
- 儿童教育学科

### 前学科
| - 家政学科 - 时装专攻 - 健康科学招生 - 食物营养专攻 - 美术・设计学科 - 人类交流学科 |

### 专科
| - 保育专攻 - 美术・设计专攻 |

### 业余课程
| - 没有 |

### 附属学校
- 幼儿园 [6]

### 附属机关
| - 图书馆 - 育儿支援房间 |

## 知名校友
- 青木光惠：漫画家
- 叶美香：女演员
- 尾上由美：女演员
- 番ことみ：女演员
- 森圭子：诗人

## 相关链接
- 日本短期大学列表